# Samuel Sharpe

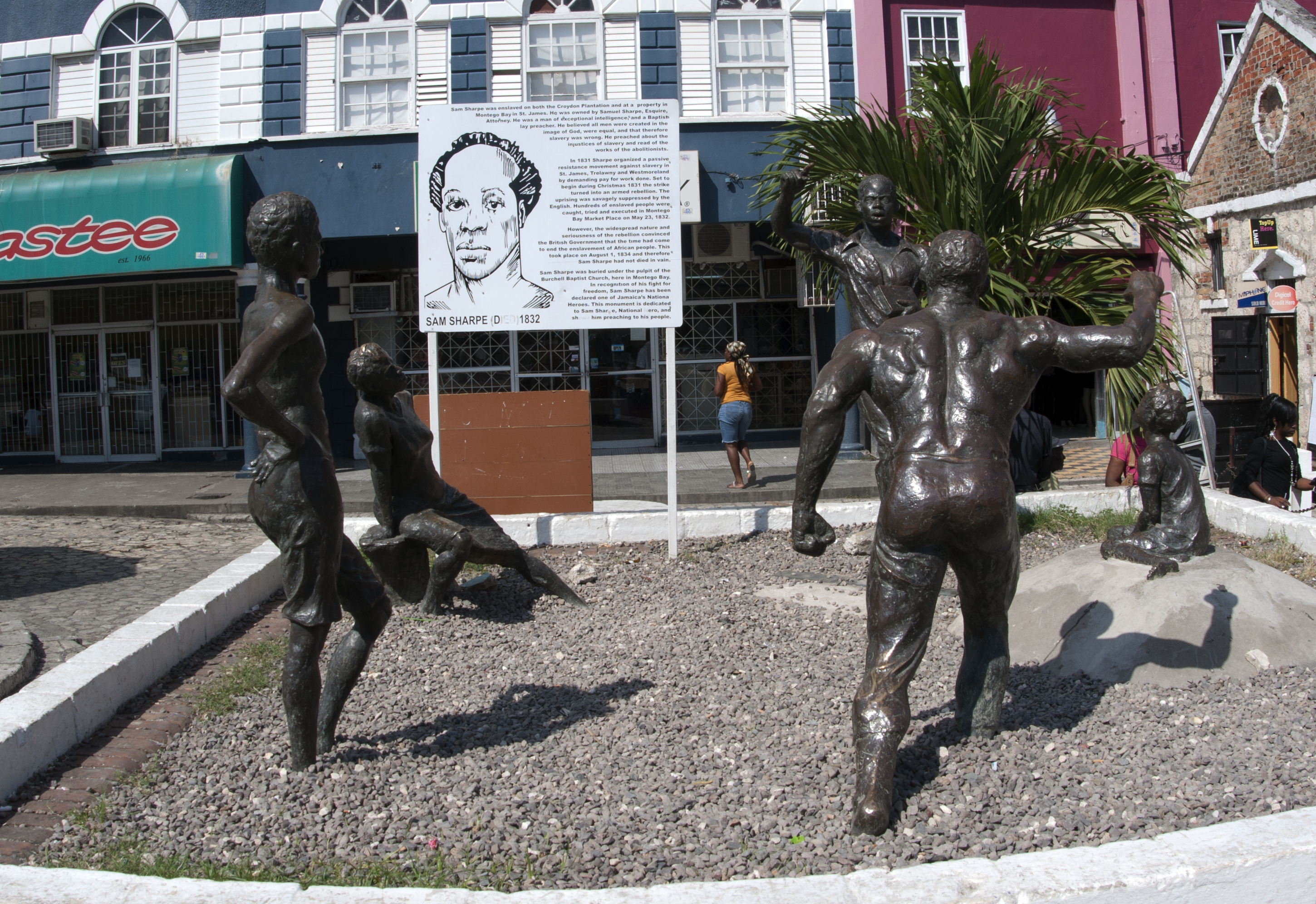
Sam Sharpe Memorial in Montego Bay

Samuel Sharpe, ook bekend als Sam Sharpe, (Saint James, Jamaica, 1801 – Montego Bay, 23 mei 1832) was een als slaaf geboren baptistische prediker en initiator van de grootste slavenopstand, de Christmas Rebellion, in de geschiedenis van Jamaica. Sam Sharpe is een van Nationale Helden van Jamaica.
Sam Sharpe werd geboren als slaaf op een plantage in de parish St James in het westen van Jamaica. Als prediker en missionaris van de baptistische kerk in Montego Bay bezocht hij veel plantages in het westen van het eiland.
Geïnspireerd door de abolitionistische beweging begonnen Sharpe en zijn volgelingen een vredelievend protest op 25 december 1831 voor meer vrijheid en een betere beloning. Twee dagen later werd een plantage bij Montego Bay door stakers in brand gezet en de opstand verspreidde zich daarna snel zich over het eiland. Bij deze Christmas Rebellion waren circa 60.000 van de 300.000 Jamaicaanse slaven betrokken. De opstand werd door het leger in januari 1832 neergeslagen. Meer dan 100 plantages, 40 suikermolens en huizen werden door de opstandelingen verwoest. De lokale koloniale overheid sloeg met heftige repercussies hard terug. Van de 340 opgepakte stakingsleiders zijn er 310 ter dood veroordeeld. Samuel Sharpe is opgehangen op het centrale plein in Montego Bay, dat later naar hem is vernoemd.
De Christmas Rebellion en de hardvochtige afwikkeling zouden de afschaffing van de slavernij door het Britse parlement hebben versneld. De Slavery Abolition Act, de wet die de afschaffing van de slavernij regelde, is in 1833 aangenomen.
In 1975 heeft Samuel Sharpe postuum de hoogste onderscheiding van Jamaica ontvangen. Hij is daarmee een van de zeven nationale helden van Jamaica. Op de plek waar hij is terecht gesteld staat een gedenkteken.